# BMW serija 3 (E30)
BMW E30 je druga generacija serije 3, koja se proizvodila od 1982. do 1994. godine i zamenila seriju 3 E21. Serija modela je obuhvatala kupe i kabriolet karoserije, kao i prve 3 serije koje su se proizvode u stilovima karoserije limuzina i karavan. Pokretao ga je četvorocilindarski benzinski, šestocilindarski benzinski i šestocilindarski dizelski motori. Model E30 325iX bio je prva serija 3 koja ima pogon na sva četiri točka. Prvi model BMV-a M3 izgrađen je na platformi E30 i bio je pokretan visoko-obrtnim BMV S14 četverocilindarskim benzinskim motorom koji je proizveo 175 kW (235 KS) u svom poslednjem evropskom izdanju. BMW Z1 kabriolet je takođe bio baziran na E30 platformi. Nakon lansiranja serije 3 E36 1990. godine, E30 je počeo da se gasi.

## Razvoj i lansiranje
Razvoj serije E30 3 počeo je u julu 1976. godine, sa dizajnom koji je razvijen pod glavnim dizajnerom Clausom Lutheom sa spoljnim dizajnom predvođenim Boike Boier-om. 1978. godine odobren je završni dizajn, kada je BMV lansirao film za E30 koji prikazuje proces projektovanja uključujući projektovanje pomoću računara (CAD), testiranje sudara i testiranje u vazdušnom tunela. Automobil je pušten u prodaju krajem novembra 1982. Spolja, izgled modela E30 je veoma sličan prethodnim verzijama prednjeg kraja E21 modela, ali postoje različite promene detalja u oblikovanju modela E30. Glavne razlike u odnosu na model E21 obuhvataju unutrašnjost i promenjenu suspenziju, koja je izazivala zanošenje kod modela E21 zbog koje je i kritikovan.

## Tipovi karoserija
Pored limuzine sa dvoja vrata i kabriolet tipova karoserije svog prethodnika E21, E30 je bio dostupan i kao limuzina sa četvoro vrata i karavan sa petoro vrata (koji se prodaje kao "Touring"). Karavan stil karoserije počeo je kao prototip izgrađen od strane BMV inženjera Maka Reisbocka u garaži njegovog prijatelja 1984. godine i počeo je sa proizvodnjom 1987. Fabrička konvertibilna verzija je počela sa proizvodnjom 1985. godine, a konvertibilne konverzije Baura ostale su dostupne uz njega.
- E30 sedan sa 2 vrata
- E30 sedan sa 4 vrata
- E30 kabriolet
- E30 karavan

## Motori
U početku E30 je koristio 4-cilindarski i 6-cilindarski benzinskii motor iz modela E21. Kako je proizvodnja tekla nove verzije 4-cilindarkih motora su upotrebljivane a 6-cilindarska verzija je dobila značajna unapređenja. 6-cilindarski dizel motor je uveden u upotrebu sa prirodnim usisavanjem i sa turbo punjačem.
Specifikacije fabrike su prikazane ispod:
| Model         | Godina    | Motor              | SnagaKS                             | SnagaNm                                |
| ------------- | --------- | ------------------ | ----------------------------------- | -------------------------------------- |
| 316           | 1982-1987 | M10B18 4-cilindra  | 66 kW (89 bhp) na 5,500 obrtaja     | 140 N⋅m (103 lb⋅ft) na 4,000 obrtaja   |
| 316i          | 1987-1994 | M40B16 4-cilindra  | 71 kW (95 bhp) na 5,500 obrtaja     | 145 N⋅m (107 lb⋅ft) na 4,500 obrtaja   |
| 318i          | 1982-1987 | M10B18 4-cilindra  | 77 kW (103 bhp) na 5,800 obrtaja    | 145 N⋅m (107 lb⋅ft) na 4,500 obrtaja   |
| 318i          | 1987-1994 | M40B18 4-cilindra  | 83 kW (111 bhp) na 5,500 obrtaja    | 162 N⋅m (119 lb⋅ft) na 4,250 obrtaja   |
| 318is         | 1989-1991 | M42B18 4-cilindra  | 100 kW (134 bhp) na 6,000 obrtaja   | 172 N⋅m (127 lb⋅ft) na 4,600 obrtaja   |
| 320i          | 1982-1985 | M20B20 6-cilindara | 92 kW (123 bhp) na 5,800 rpm        | 170 N⋅m (125 lb⋅ft) na 4,000 obrtaja   |
| 320i          | 1985-1987 | M20B20 6-cilindara | 95 kW (127 bhp) at 6,000 obrtaja    | 174 N⋅m (128 lb⋅ft) na 4,000 obrtaja   |
| 320i          | 1987-1992 | M20B20 6-cilindara | 95 kW (127 bhp) at 6,000 obrtaja    | 164 N⋅m (121 lb⋅ft) na 4,300 obrtaja   |
| 320iS         | 1985-1994 | S14B20 4-cilindra  | 141 kW (189 bhp) na 6,900 obrtaja   | 210 N⋅m (150 lb⋅ft) na 4,900 obrtaja   |
| 323i          | 1982-1984 | M20B23 6-cilindara | 102 kW (137 bhp) na 5,300 obrtaja   | 205 N⋅m (151 lb⋅ft) na 4,000 obrtaja   |
| 323i          | 1984-1985 | M20B23 6-cilindara | 110 kW (148 bhp) na 6,000 obrtaja   | 205 N⋅m (151 lb⋅ft) na 4,000 obrtaja   |
| 325/e/es      | 1985-1987 | M20B27 6-cilindara | 90 kW (121 bhp) na 4,250 obrtaja*   | 240 N⋅m (177 lb⋅ft) na 3,250 obrtaja*  |
| 325/e/es      | 1988      | M20B27 6-cilindara | 95 kW (127 bhp) at 4,250 obrtaja    | 205 N⋅m (151 lb⋅ft) na 3,200 obrtaja   |
| 325i/is/ix    | 1985-1993 | M20B25 6-cilindara | 125 kW (168 bhp) na 5,800 obrtaja** | 222 N⋅m (164 lb⋅ft) na 4,000 obrtaja** |
| M3 / M3 Evo 1 | 1986-1987 | S14B23 4-cilindra  | 143 kW (192 bhp) na 6,750 obrtaja   | 230 N⋅m (170 lb⋅ft) na 4,750 obrtaja   |
| M3 Evo 2      | 1988      | S14B23 4-cilindra  | 160 kW (215 bhp) na 6,750 obrtaja   | 245 N⋅m (181 lb⋅ft) na 4,750 obrtaja   |
| M3 Sport Evo  | 1989-1990 | S14B25 4-cilindra  | 175 kW (235 bhp) na 7,000 obrtaja   | 240 N⋅m (177 lb⋅ft) na 4,750 obrtaja   |

| Model | Godina    | Motor                    | SnagaKS                          | SnagaNm                              |
| ----- | --------- | ------------------------ | -------------------------------- | ------------------------------------ |
| 324d  | 1985-1991 | M21D24 6-cilindara       | 63 kW (84 bhp) na 4,600 obrtaja  | 152 N⋅m (112 lb⋅ft) na 2,500 obrtaja |
| 324td | 1983-1987 | M21D24 6-cilindara turbo | 85 kW (114 bhp) na 4,800 obrtaja | 210 N⋅m (155 lb⋅ft) na 4,000 obrtaja |
| 324td | 1987-1991 | M21D24 6-cilindara turbo | 85 kW (114 bhp) na 4,800 obrtaja | 220 N⋅m (162 lb⋅ft) na 4,000 obrtaja |

### 4-cilindarski benzinski motor
Na lansiranju E30 asortimana 1982. godine, 316 je koristio verziju M10 od 1766 ccm i koja je proizvodila 66 kW (89 KS). Model 318i je imao isti M10 motor, ali sa Bosch L-Jetronic sistemom ubrizgavanja goriva, povećavajući snagu do 77 kW (103 KS), istovremeno poboljšavajući štednju goriva. Unapređena serija 2 iz 1987. godine imala je novi četvorocilindarski motor: M40, koji je koristio Bosch Motronic sistem ubrizgavanja goriva. U modelu 318i, korišćena je verzija M40 od 1796 cc (110 cu in). Model 316i je zamenio 316, koristeći verziju M40 od 1,596 cc (97 cu in). Model 318iS coupe je pušten 1989. godine, koristeći novi M42 motor. Ovo je najsavremeniji motor dostupan u seriji E30, koji sadrži DOHC, ažurirani Bosch Motronic 1.3, regulatore hidrauličnih ventila i paljenje na zavojnici. Na nekim tržištima, motor M42 je korišćen u modelima 318i / 318iC, umesto u M40. M3 pokreće S14 motor, četvorocilindarski motor sa visokim brojem obrtaja.

### 6-cilindarski benzinski motor
Na lansiranju serije E30, šestocilindarske motore imali su 320i, koji je imao 2.0 L (122 cu in) verziju M20 koja proizvodi 92 kW (123 KS), i 323i, sa 2.3 L (140 cu in) M20 proizvodi 102 kW (137 KS), oba koriste Bosch L-Jetronic sistem ubrizgavanje goriva. Ovi modeli nisu se prodavali u Severnoj Americi, verovatno zbog prevelikih emisija izduvnih gasova. Godine 1985, motor zapremine 2.3 L zamenjen je verzijom M20 od 2.5 L, koja je proizvodila 125 kW (168 KS) i koristila Bosch Motronic sistem ubrizgavanja goriva. Ovaj motor je bio dostupan u 325i varijanti, uključujući pogon na sva četiri točka. Ekonomična verzija nazvana 325e je izdata sa nižim brojem okretaja i motorima koji štede gorivo. E je skraćenica za eta, koja se koristi za predstavljanje toplotne efikasnosti toplotnog motora. Motor 325e je imao duži hod od verzije 325i, sa restriktivnijom glavom, četiri ležaja umesto sedam, i oprugama sa jednim ventilom (umesto dvostrukih opruga koje koristi verzija 325i). Za verzije bez katalizatora, motor 325e je proizveo 90 kW (121 KS) pri 4250 o / min i 240 Nm (177 lbf⋅ft) pri 3250 o / min. Poređenja radi, maksimalni obrtni moment za 325i motor bio je 215 Nm (159 lb⋅ft) na 4000 o / min. Ažuriranje serije 2 iz 1987. godine povećalo je 320i na 95 kW (127 KS) i 325i na 125 kW (168 KS) i poboljšalo ekonomičnost goriva.

### 6-cilindarski dizel motor
Motor iz BMV M21 koji se koristi u modelima 324d i 324td Godine 1983. 324td je otkriven na IAA, u Njemačkoj. Motor M21 koristio je Garrett turbopunjač (bez intercoolera). Motor ima kapacitet od 2.443 cc (149 cu in) i koristi mehaničko ubrizgavanje goriva. Godine 1985. BMV je predstavio 324d, verziju sa prirodnim usisavanjem istog M21 motora, koji je bio popularan u zemljama sa visokim porezom na motorna vozila. Godine 1987. korištena je elektronski kontrolirana pumpa za gorivo koja je povećala snagu za 10 Nm (7 lb⋅ft). Unapređeni motor ima manji turbopunjač.

## Menjač
Ukupno je bilo na raspolaganju 6 tipova menjača za različite verzije modela E30: četiri manuelna i dva automatska.

### Manuelni menjači
- 4-brzine Getrag 242 — 316 i 318i modeli
- 5-brzina Getrag 240 — 316, 318i i 320i modeli
- 5-brzina Getrag 260 — 323i, 325e, 325es i 325i modeli.
- 5-brzina Getrag 265 — M3 model [10]

### Automatski menjači
- 3-brzine ZF 3HP22 — 1981 do 1985.
- 4-brzine ZF 4HP22 — 320i i 323i modeli,dostupni na svim modelima od 1985. pa nadalje.[11]

## Amortizeri
Jedna od karakteristika koja je dodala udobnosti modela E30 bila je amortizacija. Prednji MacPherson podupirači i zadnje polu-prateće rukohvat su bili kompaktni raspored koji je ostavio mnogo kabine i prostora za prtljag za ukupnu veličinu automobila. Polu-prateće ruke su kritikovane zbog promene nagiba, koje su posledica geometriji vešanja, što dovodi do težeg upravljanja u teškim situacijama u skretanju (kao što su trke i autokros). Ipak, recenzije su pohvalile rukovanje E30. U BMV Z1 kabrioletu korišćena je proširena verzija prednjeg vešanja E30 i pogonska jedinica E30 325i. BMV Z3 i BMV Compact (E36 / 5) zadnje suspenzije su takođe veoma slične modelu E30, ali koriste petostruka čvorišta. BMV M Coupe sa Z3 koristi proširenu verziju istog zadnjeg polu-pratećeg nosača.

## Kočnice
Za prednje točkove, svi modeli koriste disk kočnice. Za zadnje točkove, većina modela koristi disk kočnice, osim nekih 4-cilindarskih modela koji koriste bubanj kočnice. Sistem protiv blokiranja kočnica (ABS) postao je dostupan 1986.

## Modeli

### Sjedinjene američke države iKanada
Raspon modela u Sjedinjenim Državama se sastojao od sledećeg: 
- 318i (1984-1985 koristeći M10 motor, zatim 1991 koristeći M42 motor)
- 318is (1991 isključivo)
- 325, 325e i 325es
- 325i, 325is (1987-1991 isključivo)
- 325ix (1988-1991 isključivo)

Osnovna karakteristika BMV E30 modela proizvedenih za severnoameričko tržište 1984.-1987. su izduženi prednji i zadnji aluminijumski branici.
Godine 1988, anodizirani aluminijumski branici za severnoameričko tržište su skraćeni revizijom poklopca / punila i skraćivanjem amortizera. Godine 1989. (opet, za Severnu Ameriku) aluminijumski branici su zamenjeni kraćim plastičnim odbojnicima u boji tela.

### Južna Afrika
U Južnoj Africi napravljene su samo limuzine sa dvoja vrata i četvoro vrata, a proizvodnja je nastavljena samo do 1992. Uprkos uvođenju motora M40, stari M10 pogon 316 modela je nastavio da se prodaje u Južnoj Africi do 1991. godine, dobijajući nove odbojnike kada je ponuda unapređena. Model 333i je bio samo za Južnu Afriku, a modeli Južne Afrike 325iS su bili različite specifikacije od modela 325iS koji se prodaju u drugim zemljama.

## M3 model
M3 je koristio proširenu i jako redizajniranu varijantu kupe karoserije, tako da M3 deli samo nekoliko dijelova karoserije s drugim E30 modelima. Vešanje M3 se također značajno razlikuje od standardnih modela E30, uključujući i točkove sa 5 šrafova.

## Alpina modeli
Alpina C1, C2, B3 i B6 modeli su svi bili bazirani na modelu E30.

## Specijalni modeli

### 320is
320is BMV E30 320is limuzina (1990) Samo za Portugal i Italiju, zbog znatno većeg PDV-a i poreza na vozila za automobile sa motorima koji prelaze 2000 ccm, stvoren je poseban model: 320. Verzija limuzine pojavila se u prodajnim salonima u septembru 1987. godine, dok je verzija kupea stigla u martu 1988. godine. Ovaj model je proizveden u verziji kupe i sedan, opremljen je sa 1.990 cc (121 cu in) verzijom S14 motora od M3, sa smanjenim hodom do 72,6 mm (2,86 in). Ovaj motor je proizveo 143 kW (192 КС) pri 6900 o / min i 155 lb⋅ft (210 N⋅m) pri 4.900 o / min. 320i su delili isti Getrag 265 mjenjač od ne-US M3 dok je imao diferencijal sa ograničenim proklizavanjem sa istom stopom zaključavanja od 25%, ali sa kraćom diferencijalnom razmerom od 3,46: 1. Svi 320is modeli su imali levo postavljen volan i bez katalizatora. Sportska suspenzija je postavljena na sve kupee i na limuzine proizvedene od septembra 1989. godine. Unutrašnjost modela 320 je bila identična sa ostalim modelima serije 3, osim što je korišćena M3 instrument tabla (koja ima merač temperature ulja umesto merača potrošnje goriva). 320i je prodavan tri godine, a proizvedeno je 1.206 sedana i 2.542 kupea.

### M325i
Na Novom Zelandu, gde BMV nikada nije prodavao M3, lokalni uvoznik je kreirao sportsku verziju limuzine M325i. Oko 100 takvih automobila je uvezeno od kraja 1986. do najranije 1990. godine. Opremljeni su standardnim ne-kataliziranim motorom od 125 kW (168 KS) koji je koristio sportsko vešanje, M-Technic karoseriju, 15-inčne BBS felne sa širokim, nisko profilnim (225/50) gumama. i diferencijal sa ograničenim proklizavanjem. M325i je prilično sličan britanskom tržištu 325i Sport modelu, koji je takođe razvijen kao odgovor na odsustvo desno postavljenog volana u M3.

### 333i
Moto sportska divizija BMV u Južnoj Africi kreirala je model 333i 1985. godine tako što je ugrađivala 3.2 L M30 "veliki šest" motor u kupe E30. Rezultat toga bio je uspeh u južnoafričkim automobilskim trkama. Ovi automobili su izgrađeni uz pomoć Alpine u Buchloe-u, Njemačka. Zbog prostornih ograničenja uzrokovanih velikim M30 motorom, kupac je bio prisiljen da bira između klime (vitalne u Južnoj Africi) i servo upravljača. 333i je proizveden od 1985. do 1987. i proizvedeno je samo 204 automobila. Motor 333i proizvodi 145 kW (194 KS) pri 5500 o / min i 285 Nm (210 lb⋅ft) pri 4300 o / min. Službene tvrdnje BMV-a su 0–100 km/h (0–62 mph) za 7,4 sekundi i maksimalna brzina od 228 km/h (142 mph).

### Južna Afrika 325iS
Model 2.7i 325iS, koji se obično naziva Evo 1, napravljen je od strane BMV-a u Južnoj Africi da bi zamenio 2.5 litre 126 kW 325i u seriji N za proizvodnju automobila, kao odgovor na uvođenje Opel Kadett 2 litre 16V u kategoriji A. Lansiran je u prvoj polovini 1990. godine i pokrenut je sa 2,7-litarskim motorom Alpina, koji je proizvodio 145 kW (194 KS). Nakon predstavljanja nadograđenog Opel Kadett 16V SuperBossa, 1991. godine BMV Južna Afrika predstavila je 325iS Evolution HP, koji se obično naziva Evo 2. Motor je nadograđen da proizvodi 155 kW (208 KS). Evolution HP osvojio je grupu N klase A 1993. godine, osvojivši 20 od 24 trke u tom procesu. Robbi Smit i Geoff Goddard Evolution HP pobedili su u poslednjoj trci sezone koja je trajala 9 sati.

### 323i JPS
JPS izdanje je model samo za australsko tržište koji je napravljen kao počast automobilima 635CSi serije koji se takmiče u lokalnim trkačkim takmičenjima. JPS se odnosi na sponzora BMV trka, John Plaier Special cigarete. Automobili su 323i manualni kupei, crne boje sa zlatnim prugastim trakama i zlatnim BBS felnama. Imali su i sportska sedišta Recaro, JPS obeležja, diferencijal sa ograničenim proklizavanjem, sportsko vešanje, krovni otvor. Početni proizvodni obim bio je 70 automobila, sa manjim brojem dodatnih automobila proizvedenih nakon toga. 

## Promena modela po godinama

### Manje promene (1985)
Godine 1985. promenjene su spoljašnje i unutrašnje obloge. Model 323i je zamenjen sa 325i u ovom trenutku i uveden je 324d sa dizel motorom. Fabrički kabriolet je ušao u seriju modela. Međutim, Baur je ostao u prodaji, pored fabričkog kabrioleta. M3 kabriolet je ponuđen samo za evropsko tržište.

### Veće promene (1987)
Na sajmu automobila u Frankfurtu u septembru 1987, BMV je uveo veliku promenu na E30 (često se zove i Serija 2). Promene u postavi su bile dodatak Touringu (karavan) varijante i uklanjanje modela 325e. Modeli iz 1987. ostali su u velikoj meri nepromenjeni do kraja proizvodnje, s dodatkom modela 318is 1989. godine. Spoljašnje promene u stilu uključuju redizajnirana zadnja svetla, prednji branik i smanjenje količine hromirane obloge. 4-cilindarski motor M10 zamenjen je M40 i napravljene su razne druge mehaničke promene. Zaštita od rđe je poboljšana.

## Proizvodnja
E30 je proizveden u Minhenu, Nemačka; Regensburg, Nemačka; i Rosslin, Južna Afrika. Modeli koji se prodaju u Indoneziji i na Tajlandu koristili su kompletne nokaut komplete proizvedene u Nemačkoj, koje su montirane u Džakarti, odnosno u Bangkoku.
| Year  | Units     |
| ----- | --------- |
| 1981  | †         |
| 1982  | 15,580    |
| 1983  | 218,201   |
| 1984  | 285,134   |
| 1985  | 297,886   |
| 1986  | 329,460   |
| 1987  | 316,075   |
| 1988  | 269,074   |
| 1989  | 257,307   |
| 1990  | 246,818   |
| 1991  | 56,363    |
| 1992  | 26,913    |
| 1993  | 18,440    |
| 1994  | 1,997     |
| Total | 2,433,000 |

† Prvi E30 su proizvedeni u decembru 1981. (samo modeli 323i), ali brojevi nisu poznati Proizvodnja E30 počela je da se smanjuje 1990. godine, zbog uvođenja modela E36. Sedanska proizvodnja zaključena je 30. aprila 1991. godine u Regensburgu. Druge varijante su postepeno ukinute, sve dok 1994. godine nije proizveden poslednji model E30, koji je bio karavan.

## Motosport
E30 M3 je imao veoma uspešnu karijeru među Touring trkačkim automobilima. E30 ostaje popularan automobil za trke i trkačke serije E30 se vode u Sjedinjenim Državama, Australiji i Novom Zelandu.

## Filmovi i televizijska pojavljivanja
Televizijski i filmski nastupi tadašnjeg novog E30 uključuju „Policajac iz Beverli Hillsa, „Vice Miami“, „Zgodna žena“, „Lepa Roza“, „Bird on Fire“, „Beverli Hills 90210“, „LaLa Land“, „Seinfeld“ i „Defending your Life“. Vheeler Dealers Season 2 Epizoda 7 uključuje 325i Touring. U televizijskoj seriji Top Gear sezona 16 epizoda 4, voditelji su ušli u izazov za kabriolet sa četiri sedišta koji koštaju ispod 2000 funti. Sva tri voditelja su kupili kabriolet E30 325i. Izazov je osvojio automobil Jamesa Maia, koji je bio u najboljem stanju od tri, ali i najnoviji.